# بوينغ فانتوم ووركس
بوينغ أشغال فانتوم  (بالإنجليزية: Boeing Phantom Works)‏ هو قسم صناعة النماذج المتقدمة، وذراع لقسم الدفاع والأمن في شركة بوينغ. وتركز نشاط أعمالها الرئيسي والأساسي على تطوير المنتجات والتقنيات العسكرية المتطورة، وكثير من منتجاتها مصنف في غاية السرية.
أسستها ماكدونيل دوغلاس، وبعد أن حصلت بوينغ على الشركة واصلت المجموعة البحث والتطوير. وقد استمدت شعارها من مقاتلة ماكدونيل دوغلاس النفاثة إف-4 فانتوم.

## وصلات خارجية
- الموقع الإلكتروني